# Velilla de Cinca

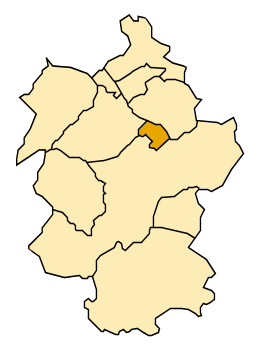
Mapa gminy na mapie comarki Bajo Cinca

Velilla de Cinca (arag. Biliella d’a Zinca, kat. Vilella de Cinca) – gmina w Hiszpanii, w Aragonii, w prowincji Huesca, w comarce Bajo Cinca, 99 km od miasta Huesca.
Powierzchnia gminy wynosi 16,54 km². Zgodnie z danymi INE, w 2005 roku liczba ludności wynosiła 441, a gęstość zaludnienia 26,66 osoby/km². Wysokość bezwzględna gminy równa jest 126 metrów. Kod pocztowy do gminy to 22528.
10 sierpnia, 29 stycznia i 17 lutego w gminie odbywają się regionalne fiesty.

## Demografia
| 1991 | 1996 | 2001 | 2004 | 2005 |
| ---- | ---- | ---- | ---- | ---- |
| 523  | 499  | 463  | 441  | 441  |